# Jaguar Mark IV
Jaguar Mark IV – luksusowy samochód produkowany przez brytyjską firmę Jaguar w latach 1935–1949. Następca samochodu SS Cars Ltd SS1. Do napędu używano silników R4 oraz R6. Moc przenoszona była na koła tylne poprzez 4-biegową manualną skrzynię biegów. Samochód został zastąpiony przez model Mark V.

## Dane techniczne (R6 2.5)

### Silnik
- R6 2,7 l (2663 cm³), 2 zawory na cylinder, OHV
- Układ zasilania: dwa gaźniki
- Średnica × skok tłoka: 73,00 mm × 106,00 mm
- Stopień sprężania: 7,3:1
- Moc maksymalna: 105 KM (78 kW) przy 4500 obr./min

### Osiągi
- Przyspieszenie 0-80 km/h: 12,0 s
- Czas przejazdu pierwszych 400 m: 20,0 s
- Prędkość maksymalna: 145 km/h

## Dane techniczne (R6 3.5)

### Silnik
- R6 3,5 l (3486 cm³), 2 zawory na cylinder, OHV
- Układ zasilania: dwa gaźniki
- Średnica × skok tłoka: 82,00 mm × 110,00 mm
- Stopień sprężania: 7,8:1
- Moc maksymalna: 127 KM (93 kW) przy 4250 obr./min

### Osiągi
- Przyspieszenie 0-80 km/h: 9,0 s
- Czas przejazdu pierwszych 400 m: 19,4 s
- Prędkość maksymalna: 148 km/h

## Galeria

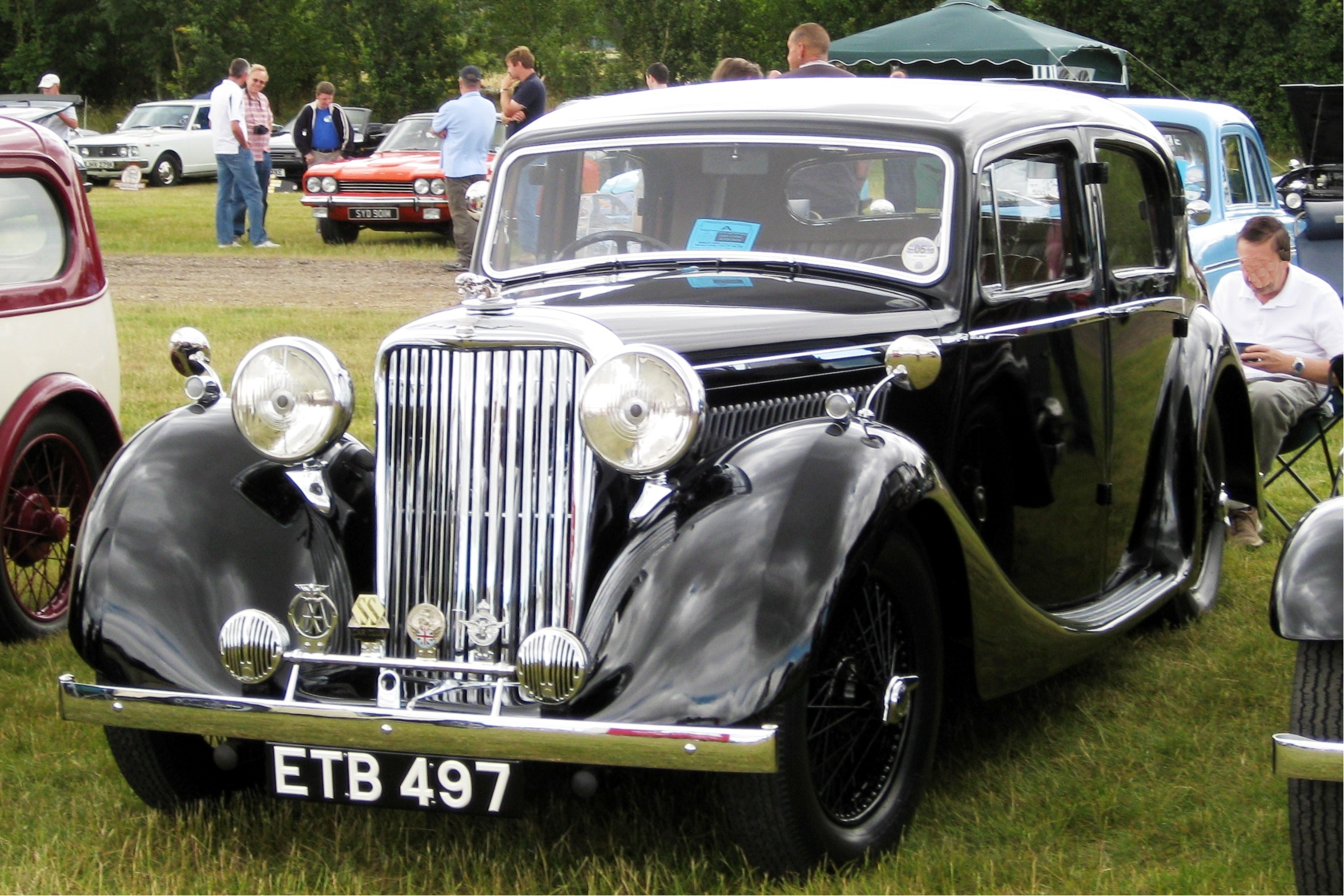
'39 Jaguar SS 1½-Litre
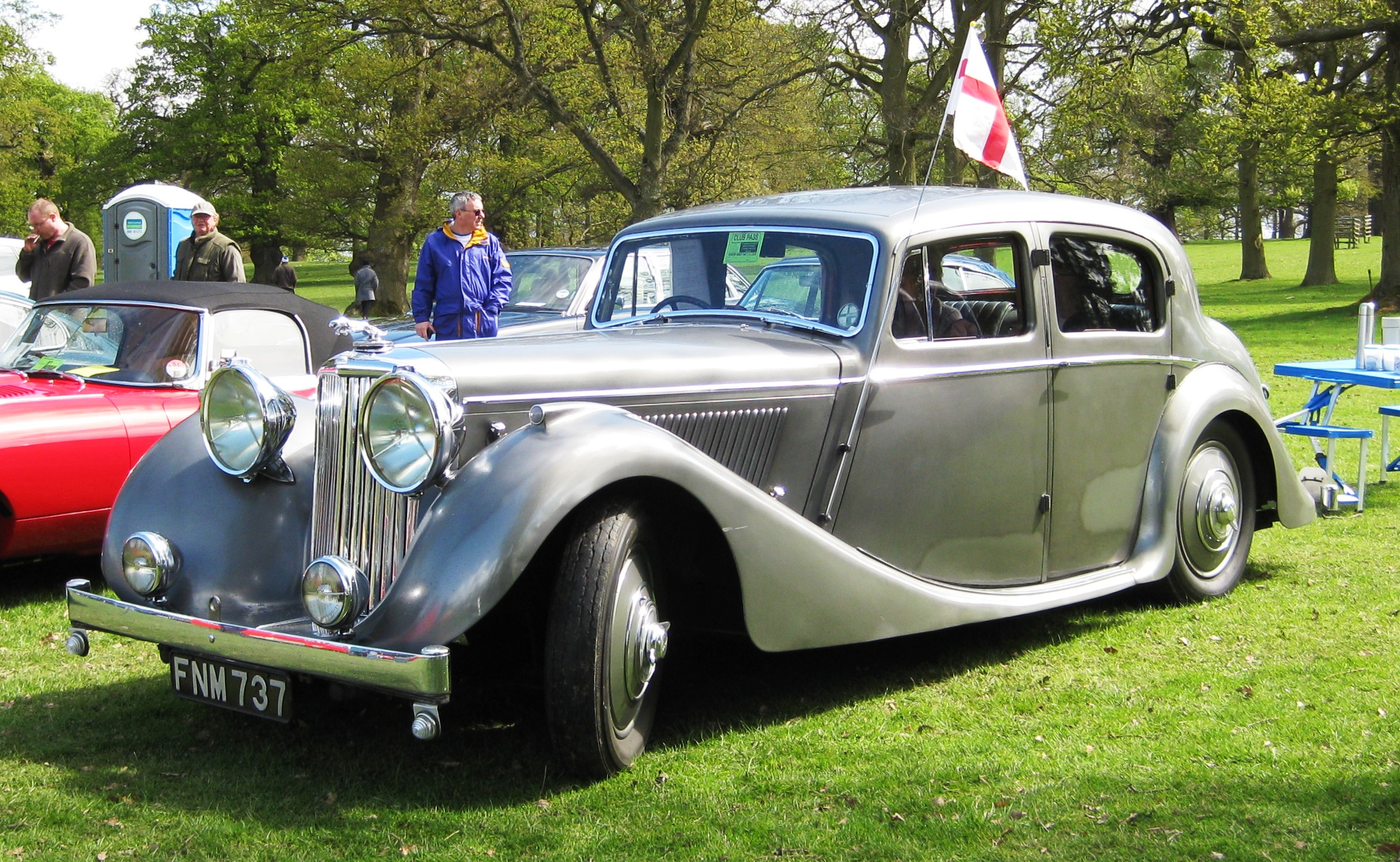
'47 Jaguar MkIV 2½-Litre
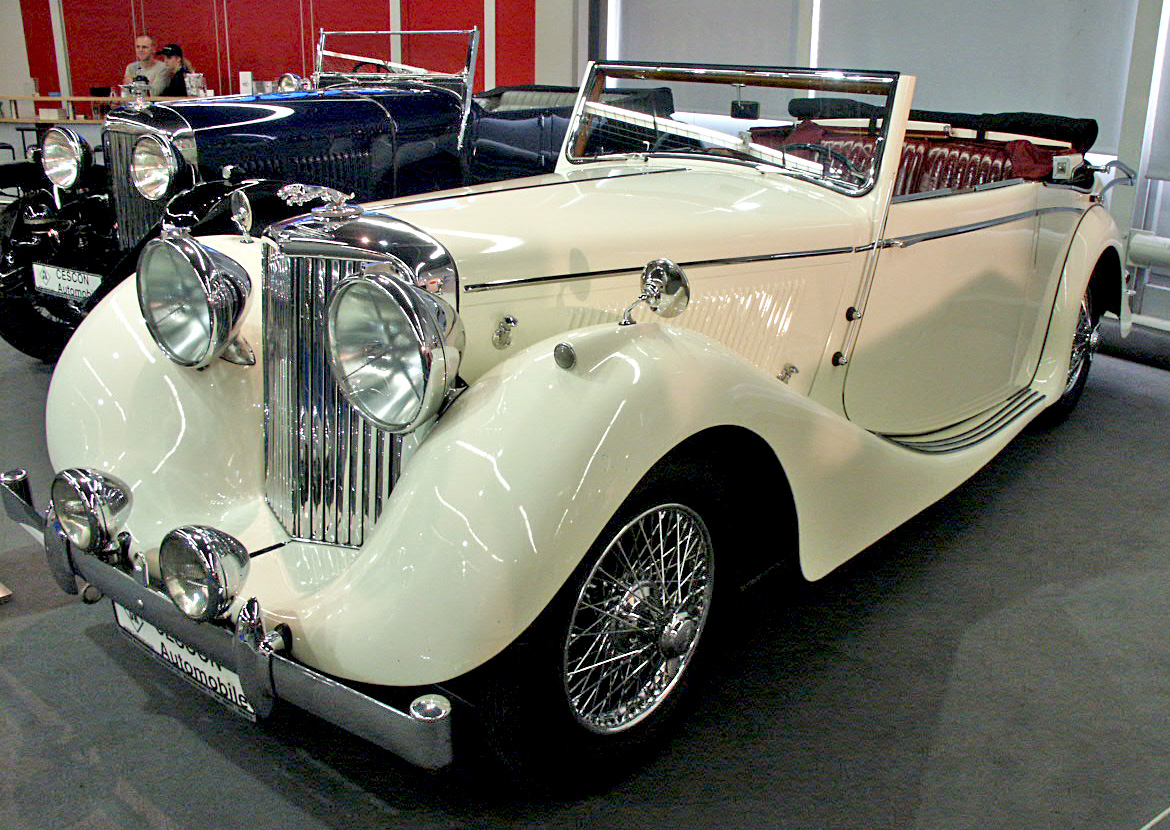
'39 Jaguar MkIV 3½-Litre
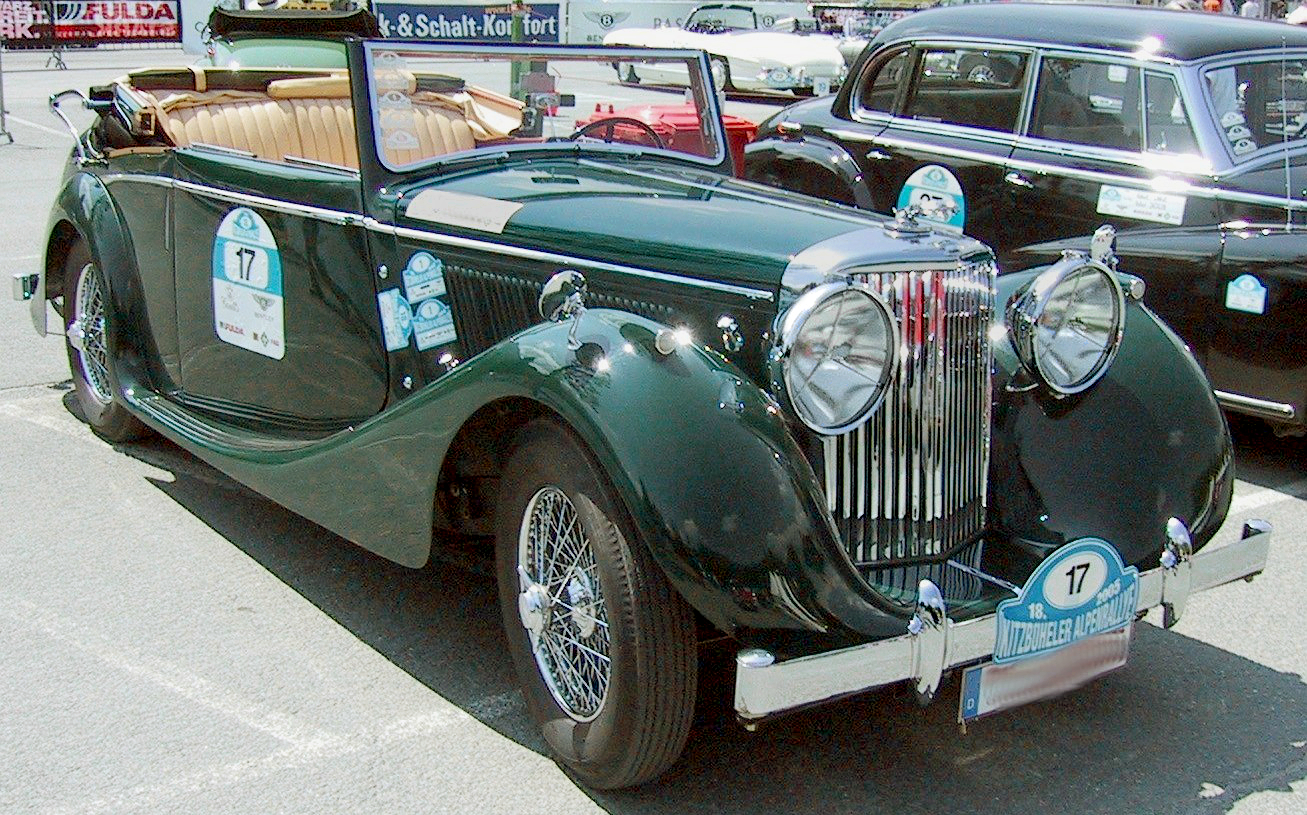
Jaguar Mark IV 3½-Litre drophead coupé